# Claude Royet-Journoud
Pour les articles homonymes, voir Journoud et Royet.
Claude Royet-Journoud, né le 8 septembre 1941 à Lyon, est un écrivain, poète et traducteur français. Il vit à Paris.

## Biographie

### La création de revues
Dès 1963, Claude Royet-Journoud commence une activité éditoriale liée au support revue avec la création de Siècle à mains qu'il cofonde et codirige avec Anne-Marie Albiach et Michel Couturier. Tout au long de son parcours littéraire, il restera lié à ce support et aux expériences qu'il permet. C'est ainsi qu'en 1973, il crée une nouvelle revue, llanfairpwllgwyngyllgogerrychwyrndrobwlllantysiliogogogoch, au titre improbable, à l'énonciation impossible, en retrait de toute articulation. À partir des années 1970, il collabore à plusieurs reprises avec son ami de longue date le poète Paul Buck pour assurer la traduction en anglais et la diffusion de la poésie française d'avant-garde au Royaume-Uni.
À llanfair, comme il la surnomme, succéderont les revues A (en référence au poète objectiviste Louis Zukofsky), L'In-plano et Zuk (ici encore, il s'agit d'un hommage à Louis Zukosfky).

### Le parcours littéraire
Le travail de Claude Royet-Journoud s'échappe du lyrisme, marqué par l'écriture blanche, l'objectivisme américain, et l'apport théorique par exemple de Roger Laporte, son travail de poésie explore les expressions infimes de la langue, comme dans son livre La Théorie des prépositions. Ce qui importe pour lui ne tient pas dans un renvoi à une réalité transcendante qui déborderait le cadre du texte, mais dans la composition même du texte comme lieu de l'objet.

## Œuvres

### Livres
- Le Renversement, Gallimard, 1972
- Até, Le Collet de Buffle, 1974
- Cela fait vivant, Orange Export Ltd, 1975
- Ils montrent, Orange Export Ltd, 1975
- Autre, pièce (& trois photographies d'Emmanuel Hocquard), Orange Export Ltd, 1975
- Le Travail du nom (avec des gravures de Lars Fredrikson), Maeght éditeur, 1976
- Le Drap maternel ou la restitution, Orange Export Ltd, 1977
- La Notion d'obstacle, Gallimard, 1978
- Bonhomme-Bonhomme (avec Titi Parant), éditions du Bout des Bordes, 1980
- Lettre de Symi (avec des illustrations de François Martin), Fata Morgana, 1980
- Les objets contiennent l'infini, Gallimard, 1983 (réédition 1990 et 2002)
- Une méthode descriptive, le collet de buffle, 1986
- Milieu de dispersion (avec Lars Fredrikson), la Sétérée, 1986
- L'Amour dans les ruines (avec Etel Adnan), H. C., 1987
- Les Natures indivisibles, Gallimard, 1997
- Un de chute (avec Anne Slacik), L.m.p., 1998
- Deux de chute (avec Anne Slacik), L.m.p., 2001
- L'In-Plano, 2002, Al Dante
- La poésie entière est préposition, 2007, Eric Pesty Éditeur
- Théorie des prépositions, 2007, P.O.L
- Kardia, 2009, Eric Pesty Éditeur
- Asservissement de l'air à son vacarme, 2011, Pension Victoria
- La Finitude des corps simples, 2016, P.O.L
- L'usage et les attributs du cœur, 2021, P.O.L
- Une disposition primitive, 2024, P.O.L

### Anthologies
- 21+1 Poètes américains d'aujourd'hui (en collaboration avec Emmanuel Hocquard), édition Delta, université de Montpellier, 1986
- 49+1 Nouveaux poètes américains (en collaboration avec Emmanuel Hocquard), un bureau sur l'Atlantique, Royaumont, 1991

## Adaptations
L'œuvre de Claude Royet-Journoud a inspiré le compositeur Jean-Pascal Chaigne (en) qui a mis en musique des extraits de Les objets contiennent l'infini (L'amant et l'image / Objets III, pour soprano, flûte, violon, guitare et percussion) et de Kardia (L'énigme et son sommeil pour soprano et Ma voix te suit pour chœur mixte).

## Prix et distinctions
2021 : Grand prix de poésie de l'Académie française pour l'ensemble de son œuvre poétique